# Масьник
Масьник (пол. Maśnik) — село в Польщі, у гміні Поланець Сташовського повіту Свентокшиського воєводства.
Населення — 207 осіб (2011).
У 1975-1998 роках село належало до Тарнобжезького воєводства.

## Демографія
Демографічна структура на день 31 березня 2011 року:
|          | Загалом | Допрацездатний вік | Працездатний вік | Постпрацездатний вік |
| -------- | ------- | ------------------ | ---------------- | -------------------- |
| Чоловіки | 95      | 16                 | 66               | 13                   |
| Жінки    | 112     | 19                 | 68               | 25                   |
| Разом    | 207     | 35                 | 134              | 38                   |